# Dorohusk (stacja kolejowa)
Dorohusk – stacja kolejowa w Dorohusku, w województwie lubelskim, w Polsce.

## Ruch pasażerski[1]
| Rok  | Wymiana pasażerska na dobę |
| ---- | -------------------------- |
| 2017 | 0-9                        |
| 2018 | 0-9                        |
| 2019 | 0-9                        |
| 2020 | 0-9                        |
| 2021 | 0-9                        |
| 2022 | 0-9                        |
| 2023 | 0-9                        |

## Historia
4 listopada 1945 na stacji i w jej okolicach doszło do krwawych wydarzeń, które zaczęły się od przegonienia handlarki wódką przez polskiego milicjanta, co wywołało niezadowolenie u obecnych tam żołnierzy sowieckich. Wywiązała się kłótnia, a milicjanta usiłowano pobić. Otworzył on w tej sytuacji ogień i, zanim uciekł, zabił kilku Sowietów. Pozostali zaczęli w odwecie szukać zemsty. W pościgu pobili drugiego milicjanta, wywlekli z domu jego żonę i brata, jak również spalili cztery okoliczne domy. Uprowadzeni zaginęli bez śladu.
Od 15 grudnia 2019 stacja obsługuje pociąg Kiev Express spółki PKP Intercity. W sezonie letnim stację obsługują również pociągi IC Chełmianin (Warszawa-Dorohusk) oraz TLK Mierzeja (Hel/Gdynia-Dorohusk).

## Dane ogólne
Znajdują się na stacji dwa perony, wieża wodna i budynek dworca. W Dorohusku znajduje się kolejowe przejście graniczne z Ukrainą.

## Połączenia
- Dęblin
- Kijów Pasażerski
- Lublin Główny
- Warszawa Zachodnia
- Chełm
- Hel (w sezonie letnim)
- Gdynia Główna (w sezonie letnim)